# Erkin Koray
Erkin Koray (24. června 1941 – 7. srpna 2023) byl turecký hudebník, který ve své tvorbě kombinoval prvky místní lidové hudby a západního rocku.
Narodil se v Istanbulu, jeho matka byla učitelkou hudby, a on sám od dětství hrál na klavír, později pod vlivem rokenrolu na kytaru. První koncert odehrál v roce 1957. Po odsloužení vojenské služby hrál s německou kapelou The Hiccups. Ve druhé polovině 60. let, po návratu do Turecka, vydal několik singlů, které v roce 1973 vyšly souborně na jeho první, eponymní LP desce. Další album, Elektronik Türküler, vyšlo v roce 1974. S úspěchy v rodné zemi začal vystupovat i v zahraničí, později dlouhodobě žil v Kanadě. V roce 2006 vydal knihu Mezarlik Gulleri. Zemřel v Torontu ve věku 82 let, před smrtí byl hospitalizován s plicními potížemi.